# Operazione Triton
L'operazione Triton (originariamente chiamata Frontex Plus) è stata un'operazione di sicurezza delle frontiere dell'Unione europea condotta da Frontex, l'agenzia europea di controllo delle frontiere, con l'obiettivo di tenere controllate le frontiere nel Mar Mediterraneo.
L'operazione, che ha sostituito l'operazione Mare nostrum nel presidio dei flussi di migranti, è iniziata il 1º novembre 2014 e prevede contributi volontari da parte di 15 su 28 Stati membri dell'UE. Gli Stati che hanno contribuito volontariamente all'operazione Triton sono: Islanda, Finlandia, Norvegia, Svezia, Germania, Paesi Bassi, Francia, Spagna, Portogallo, Italia, Austria, Svizzera, Romania, Polonia, Lituania e Malta.
L'operazione Triton è iniziata dopo la fine dell'operazione italiana "Mare Nostrum", giudicata troppo costosa per un singolo Stato dell'UE (9000000 € al mese per 12 mesi). Il governo italiano aveva chiesto fondi supplementari da altri Stati membri dell'UE, ma non fu offerto il supporto richiesto.
Dal 1º febbraio 2018 l'operazione Triton è stata sostituita dall'operazione Themis.

## Storia
In seguito alla tragedia di Lampedusa del 3 ottobre 2013, il governo italiano, guidato dal presidente del consiglio Enrico Letta, ha deciso di rafforzare il dispositivo nazionale per il pattugliamento del canale di Sicilia autorizzando la operazione Mare nostrum, una missione militare e umanitaria la cui finalità è di prestare soccorso ai migranti prima che possano ripetersi altri eventi nel Mediterraneo. Questa operazione ha due scopi principali: quello di salvaguardare la vita in mare e di contrastare il traffico illegale di migranti. Nell'agosto del 2014 dopo incessanti richieste da parte del ministro perché l'Unione Europea si mobilitasse in aiuto dell'Italia, il commissario europeo per gli affari interni Cecilia Malmström ha dichiarato che l'Operazione Mare nostrum sarebbe stata sostituita dal programma europeo "Triton" di Frontex. Successivamente, tramite una serie di incontri in Europa, riesce a ottenere il sostegno di alcuni paesi come Francia, Germania e Spagna, che si dichiarano pronti a sostenere l'introduzione del programma Triton.

## Funzionamento
L'operazione Triton si avvale di due aerei di sorveglianza, tre navi e sette squadre di personale che effettuano attività di intelligence e provvedono ai controlli e ai processi di identificazione. Il suo bilancio è stimato a 2900000 € al mese.
Tutte le unità navali che partecipano all'operazione, operanti sotto il comando di Roma, sono autorizzate dall'Italia a sbarcare sul suo territorio.
Dall'inizio dell'operazione, il numero di persone annegate durante l'attraversamento del Mediterraneo è aumentato: nell'aprile del 2015 sono avvenuti diversi naufragi di migranti dalla Libia causando presumibilmente oltre 700 morti. Al fine di limitare il dramma profughi, l'Unione Europea ha pensato di estendere l'area di intervento dell'operazione.